# Johann Grueber

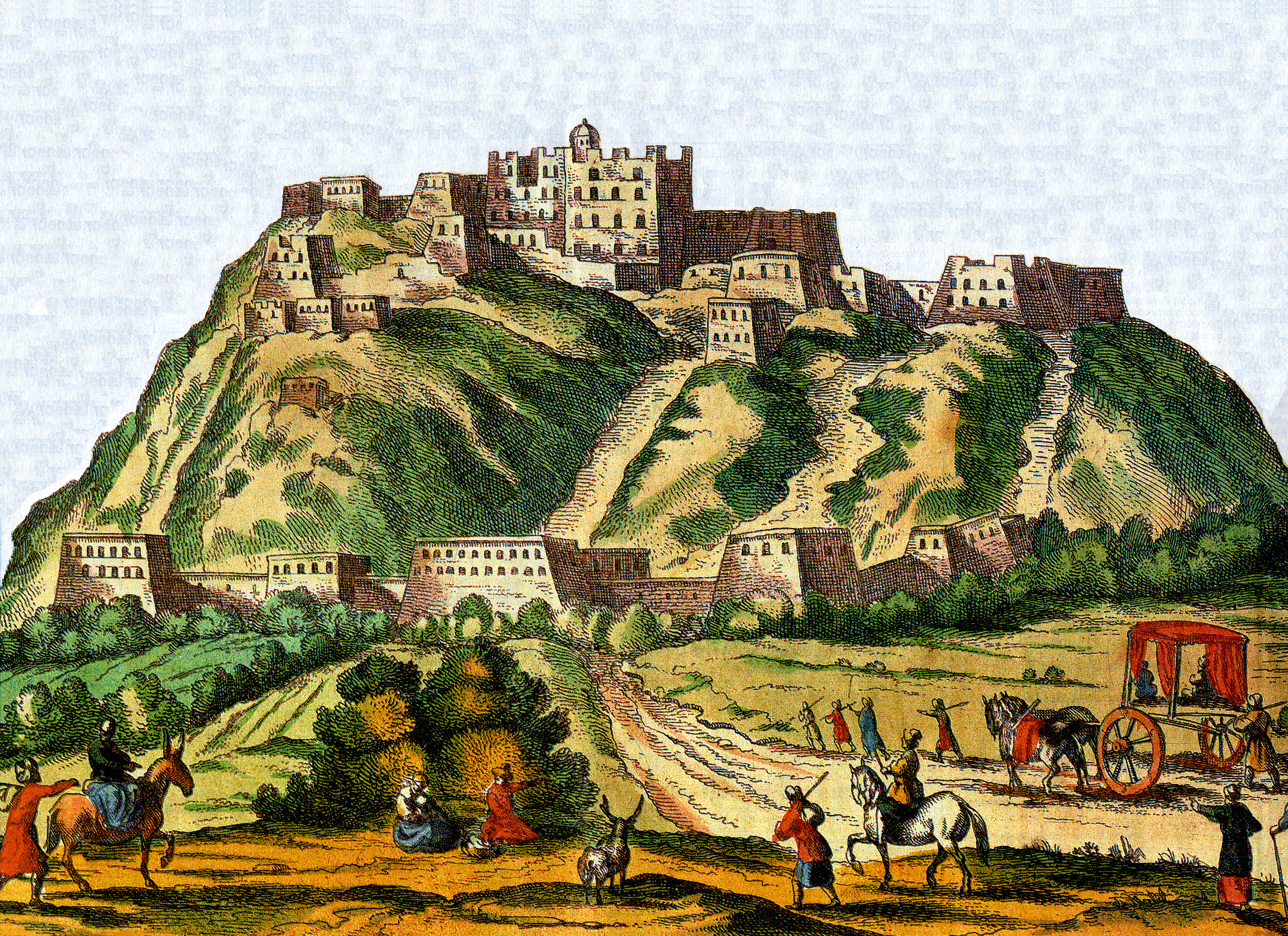
Le palais du Potala, Lhassa (dessin de Grueber).

Johann Grueber, né le 28 octobre 1623 à Linz, en Autriche, et mort le 30 septembre 1680 à Sárospatak, en Hongrie, est un prêtre missionnaire jésuite autrichien, astronome en Chine impériale et explorateur du Tibet.

## Biographie
Johann Grueber et Albert Dorville, deux jésuites missionnaires européens, munis d'un passeport impérial, accomplissent un voyage scientifique de Pékin à Agra en Inde, séjournant deux mois à Lhassa en 1661,. L'objectif du voyage est de trouver une route terrestre de Pékin à Goa, le comptoir commercial portugais (en Inde actuelle), qui permettrait aux futurs missionnaires de Chine d'éviter les dangers d'un voyage maritime.
Lors de leur longue traversée du Tibet, ils font des relevés géographiques et des observations sur l'organisation politique et religieuse du Tibet, un pays et monde à l'époque totalement inconnus des Européens. Les écrits de ces missionnaires sont reproduits à la fin du XVIIe siècle par Athanasius Kircher dans sa China illustrata et à la fin du XVIIIe siècle par J.-F. Laharpe.
Johann Grueber, davantage dessinateur qu'écrivain, laisse de nombreux croquis sur ce qu'il vit au Tibet, dont le célèbre dessin du Potala de Lhassa, seule représentation connue du palais qui soit antérieure à sa première prise en photo au début du XXe siècle.